# Liste der Monuments historiques in Surgères
Die Liste der Monuments historiques in Surgères führt die Monuments historiques in der französischen Gemeinde Surgères auf.

## Liste der Bauwerke
| Bezeichnung                | Beschreibung                          | Standort | Kennzeichnung | Schutzstatus | Datum | Bild           |
| -------------------------- | ------------------------------------- | -------- | ------------- | ------------ | ----- | -------------- |
| Aumônerie Saint-Gilles     | Kapelle, erbaut im 12. Jahrhundert    | (Lage)   | PA17000067    | Inscrit      | 2004  | weitere Bilder |
| Château de Surgères        | Burganlage, erbaut im 16. Jahrhundert | (Lage)   | PA00105274    | Inscrit      | 1925  | weitere Bilder |
| Notre-Dame-de-l’Assomption | Erbaut im 11. und 12. Jahrhundert     | (Lage)   | PA00105275    | Classé       | 1862  | weitere Bilder |

## Liste der Objekte
| Bezeichnung                                  | Beschreibung                                               | Standort                                             | Kennzeichnung | Schutzstatus | Datum | Bild |
| -------------------------------------------- | ---------------------------------------------------------- | ---------------------------------------------------- | ------------- | ------------ | ----- | ---- |
| Glocke                                       | Bronze, 1787                                               | in der Kirche Notre-Dame-de-l’Assomption (Lage)      | PM17000529    | Classé       | 1908  |      |
| Kollektenschale (Nr. 1)                      | Messing, 17. oder 18. Jahrhundert                          | in der Kirche Notre-Dame-de-l’Assomption (Lage)      | PM17001550    | Inscrit      | 1988  |      |
| Kollektenschale (Nr. 2)                      | Messing, 17. oder 18. Jahrhundert                          | in der Kirche Notre-Dame-de-l’Assomption (Lage)      | PM17001551    | Inscrit      | 1988  |      |
| Kollektenschale (Nr. 3)                      | Messing, 17. oder 18. Jahrhundert                          | in der Kirche Notre-Dame-de-l’Assomption (Lage)      | PM17001552    | Inscrit      | 1988  |      |
| Statue Heiliger Vinzenz von Paul             | Holz, farbig gefasst, Anfang des 18. Jahrhunderts          | in der Kirche Notre-Dame-de-l’Assomption (Lage)      | PM17002148    | Inscrit      | 2006  |      |
| Herz-Jesu-Retabel                            | Holz, vergoldet, erste Hälfte des 17. Jahrhunderts         | in der Kirche Notre-Dame-de-l’Assomption (Lage)      | PM17000532    | Classé       | 1950  |      |
| Architekturelemente                          | Fragmente; Stein, 12. und 15. Jahrhundert                  | in der Kirche Notre-Dame-de-l’Assomption (Lage)      | PM17000530    | Classé       | 1911  |      |
| Marienretabel                                | Holz, erste Hälfte des 17. Jahrhunderts, 1950 zerstört     | in der Kirche Notre-Dame-de-l’Assomption (Lage)      | PM17000531    | Classé       | 1911  |      |
| Gemälde Le dévouement du trompette Escoffier | Öl auf Leinwand, Holzrahmen, 1846, von Alexandre Balthazar | im Hôtel de Ville (Lage)                             | PM17002061    | Inscrit      | 2004  |      |
| Erinnerungsplakette                          | Stein, 1617                                                | im Hôtel de Ville (Lage)                             | PM17000533    | Classé       | 1938  |      |
| Portalbogen                                  | Stein, 12. Jahrhunderts                                    | im Jardin publique, an einem Befestigungsturm (Lage) | PM17000534    | Classé       | 1982  |      |